# Systembiologi

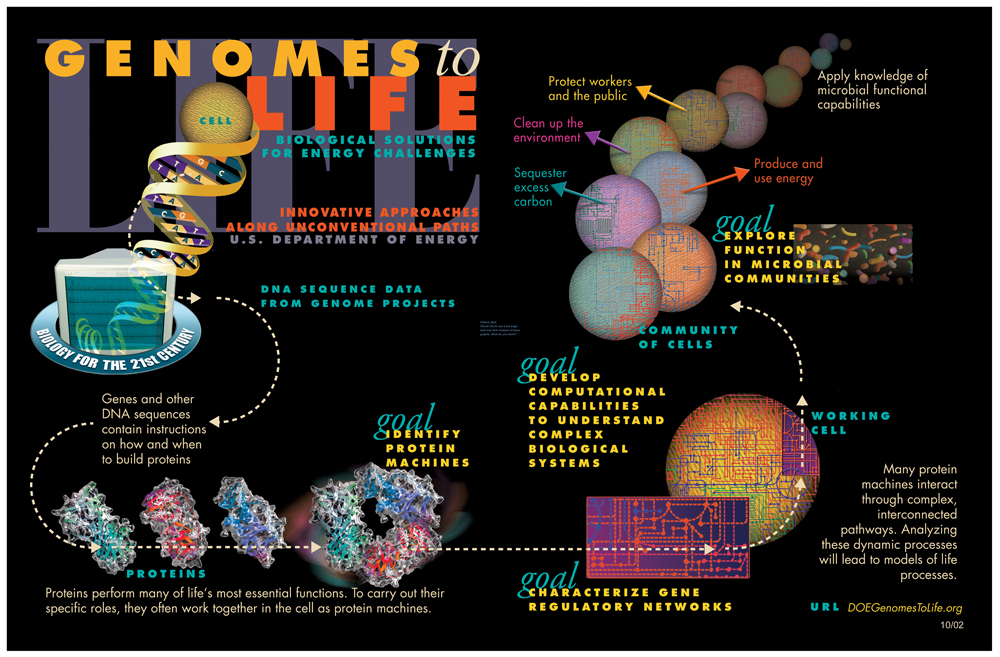
Exempel på systembiologiforskning.

Systembiologi är ett relativt nytt biologiskt studieområde som fokuserar på systematiskt studium av komplexa samspel i biologiska system. Man utgår alltså ifrån ett nytt perspektiv där man utgår ifrån att helheten är mer än summan av beståndsdelarna. Detta kan jämföras med det tidigare förhärskande synsättet, reduktionism, där man utgår ifrån att ett system helt och hållet kan beskrivas i termer av sina beståndsdelar. 
Särskilt från år 2000 och framåt används termen allmänt inom biovetenskaperna och i flera olika sammanhang. Eftersom den vetenskapliga metoden huvudsakligen har varit fokuserad på reduktionism så är ett av målen med systembiologin att upptäcka nya egenskaper som kan uppenbaras genom en systematisk syn där man försöker förstå helheten av processerna i biologiska system.